# 北山真理
北山 真理（きたやま まり、5月12日 - ）は、熊本県出身のアニメーター・キャラクターデザイナー・イラストレーター。

## 来歴
短大卒業後、スタジオぴえろ（現：ぴえろ）に入社。アニメーターであったが、腱鞘炎になったことから鉛筆がにぎれなくなり、一度は退社している。しかし演出部のスタッフからその優秀さを惜しまれ、ぴえろ創業者である布川ゆうじの秘書となる。アニメ化より前から『幽☆遊☆白書』の同人誌を発行していたが、その力量を布川に見込まれ、キャラクターデザインを手がけることになる。他にも『ふしぎ遊戯』など、主に1990年代後半のぴえろ作品で、キャラクターデザインを手掛けた。『幽☆遊☆白書』のキャラクターデザインを担当していた傍ら、本名名義で作品の登場人物である蔵馬と飛影を題材とした同人誌（一般向け）を発行しつづけていた。
アニメーター業の傍ら、小説などのイラストの仕事もこなしている。

## 参加作品

### アニメーション

#### テレビアニメ
- まじかるハット（1989年） - メインキャラクターデザイン
- 幽☆遊☆白書（1992年） - キャラクターデザイン
- NINKU -忍空-（1995年） - メインキャラクターデザイン
- ふしぎ遊戯（1995年） - メインキャラクターデザイン
- CLAMP学園探偵団（1997年） - サブキャラクターデザイン
- 烈火の炎（1997年） - キャラクターデザイン
- どっきりドクター（1998年） - キャラクターデザイン
- パワーストーン（1999年） - メインアニメーター
- 天使になるもんっ!（1999年） - サブキャラクターデザイン
- GTO（1999年） - サブキャラクターデザイン
- 妖しのセレス（2000年） - 総作画監督
- 学校の怪談（2001年） - サブキャラクターデザイン
- 東京ミュウミュウ（2002年） - キャラクターデザイン
- E'S OTHERWISE エス〜アザーワイズ（2003年） - サブキャラクターデザイン
- 探偵学園Q（2003年） - 総作画監督
- シュガシュガルーン（2005年） - 総作画監督

#### 劇場アニメ
- 幽☆遊☆白書（1993年） - キャラクターデザイン

### イラスト
- 「こちらB組探偵団」シリーズ（ステファン・ボルフ、偕成社、1988年-1991年） - 挿絵
- 塾って悪くない（和田はつ子、1989年、偕成社、ISBN 978-4-03-639570-5） - 表紙絵、挿絵
- 初恋はミステリー色（寺田鈴美、1990年、偕成社、ISBN 978-4-03-642010-0） - 表紙、挿絵
- 「天竺漫遊記」シリーズ（流星香、1999年 - 2000年、講談社X文庫ホワイトハート） - 表紙、挿絵
- オペラ座の怪人（ガストン・ルルー、岡部史訳, 1991年2月、ISBN 9784323017785） - 表紙、挿絵
  - （2005年、金の星社フォア文庫、ISBN 978-4-323-09038-2） - 再版